# Nová Ves (Volfartice)
Nová Ves (něm. Neudörfel) je malá vesnice, část obce Volfartice v okrese Česká Lípa. Nachází se asi 1,5 km na sever od Volfartic. Je zde evidováno 39 adres. Trvale zde žije 52 obyvatel.
Nová Ves leží v katastrálním území Volfartická Nová Ves o rozloze 1,67 km2.

## Historie
První písemná zmínka o obci pochází z roku 1623.

## Pamětihodnosti
- škola čp. 65
- Dub ve Volfartické Nové Vsi – památný strom (dub letní) uprostřed vesnice, u bývalé školy

## Fotogalerie

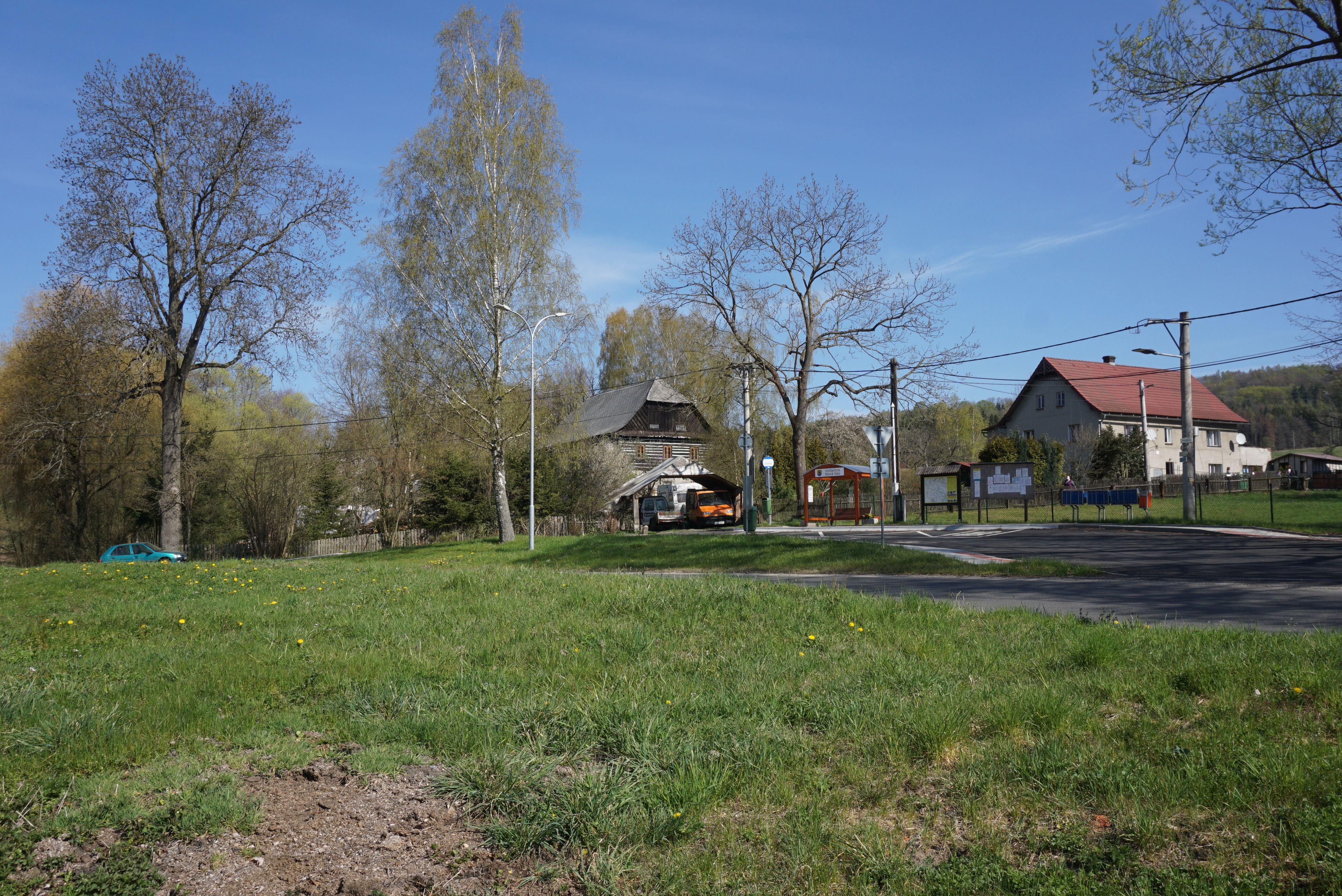
náves
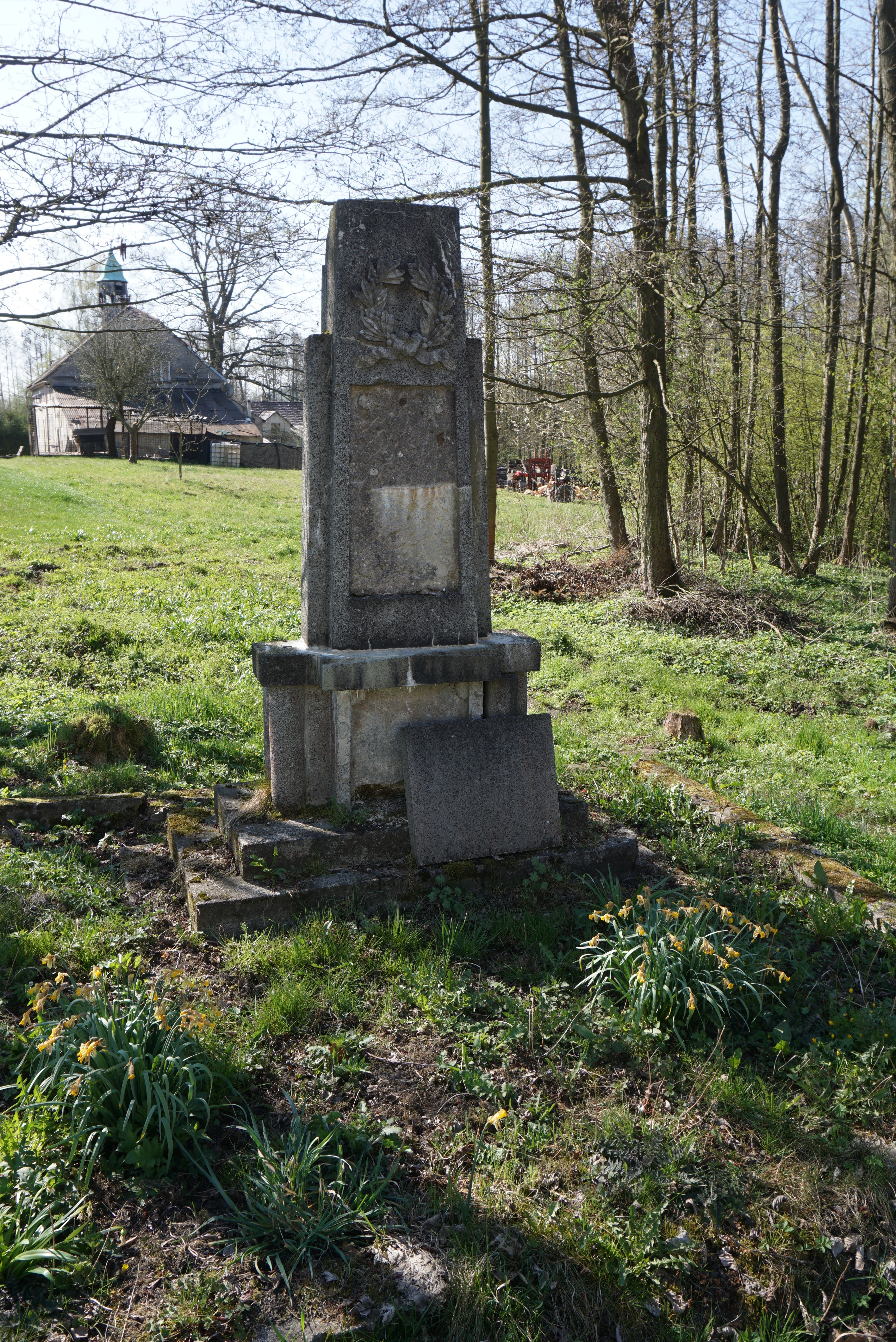
pomník na návsi
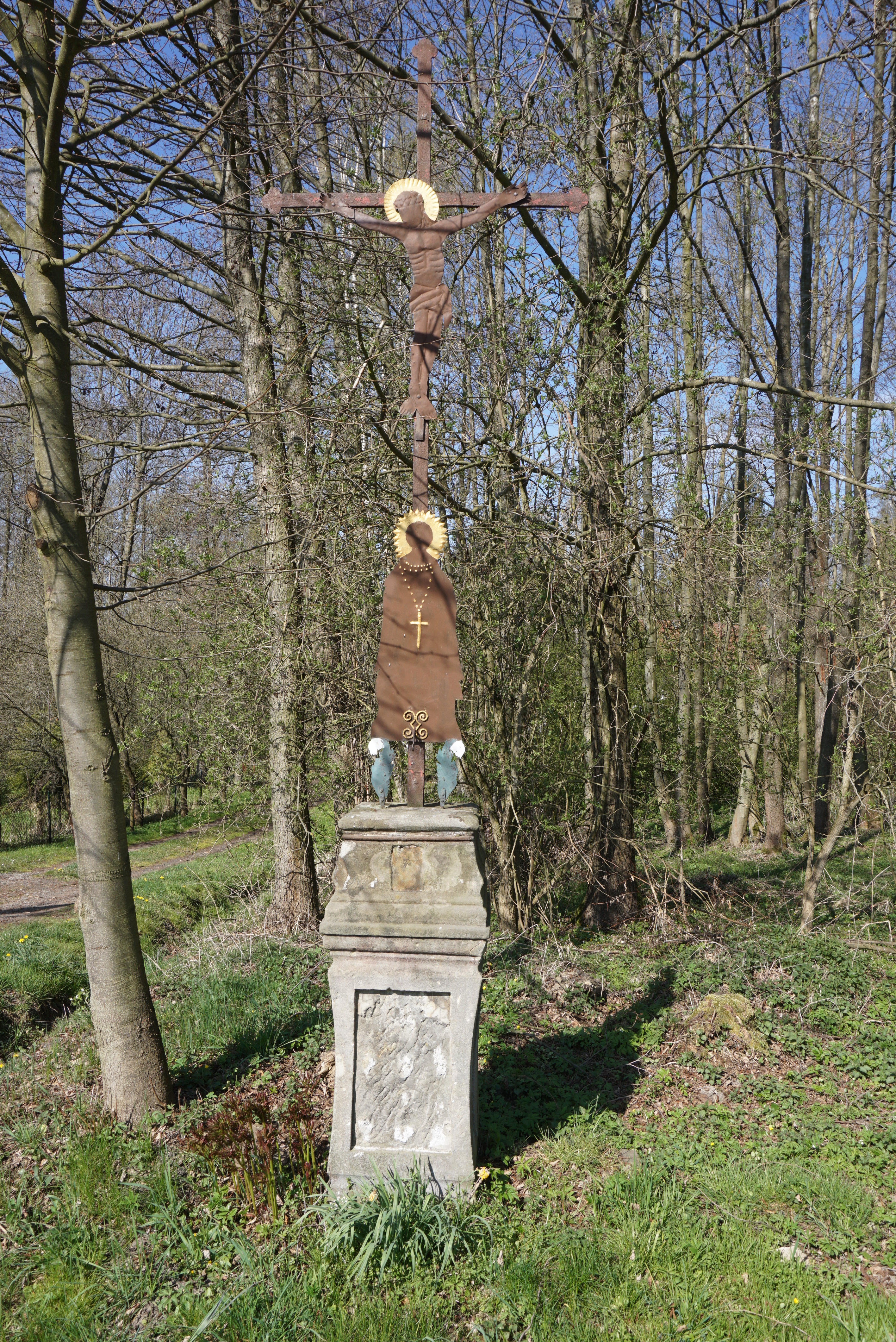
kříž v jižní části osady
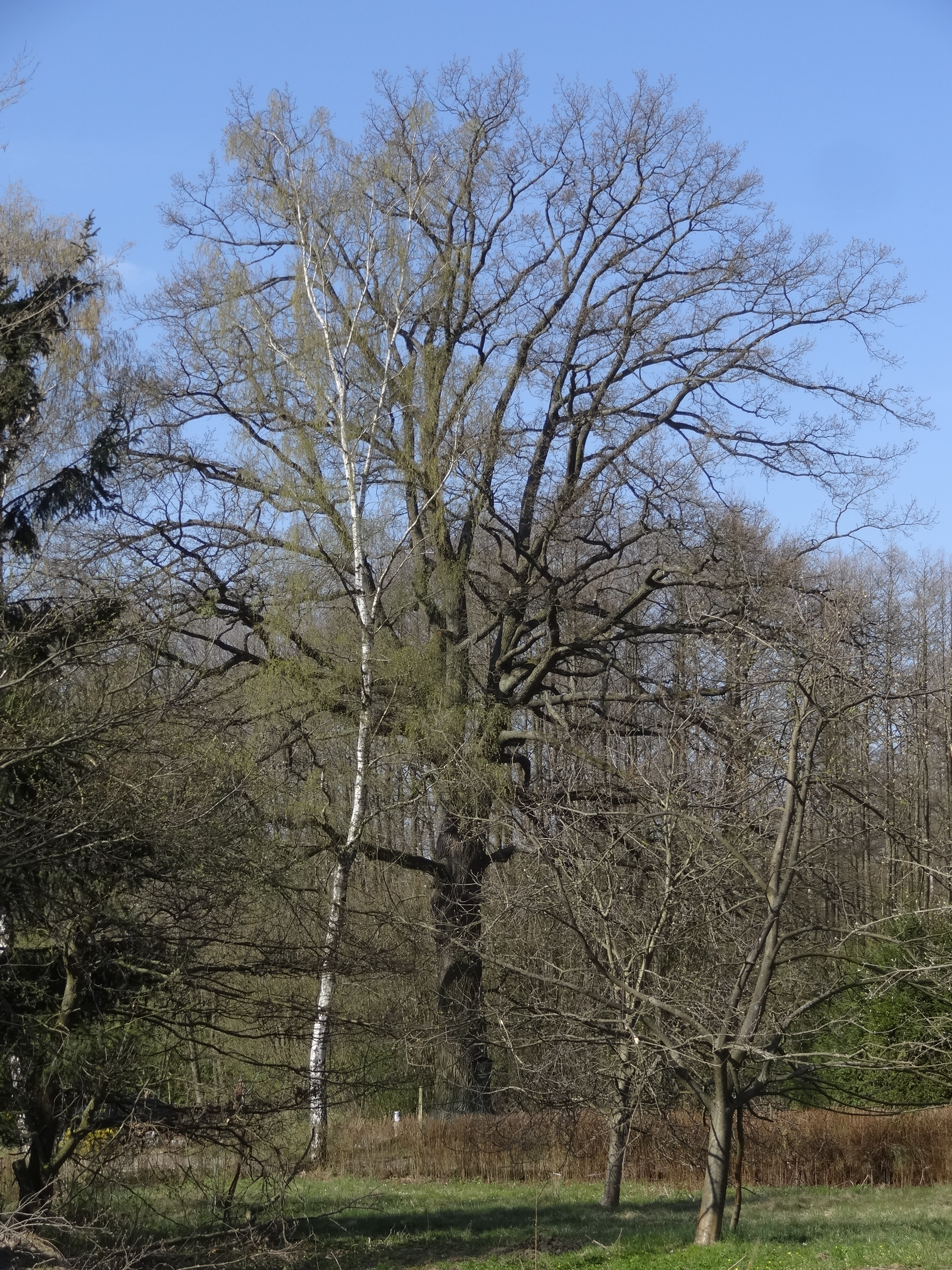
památný dub
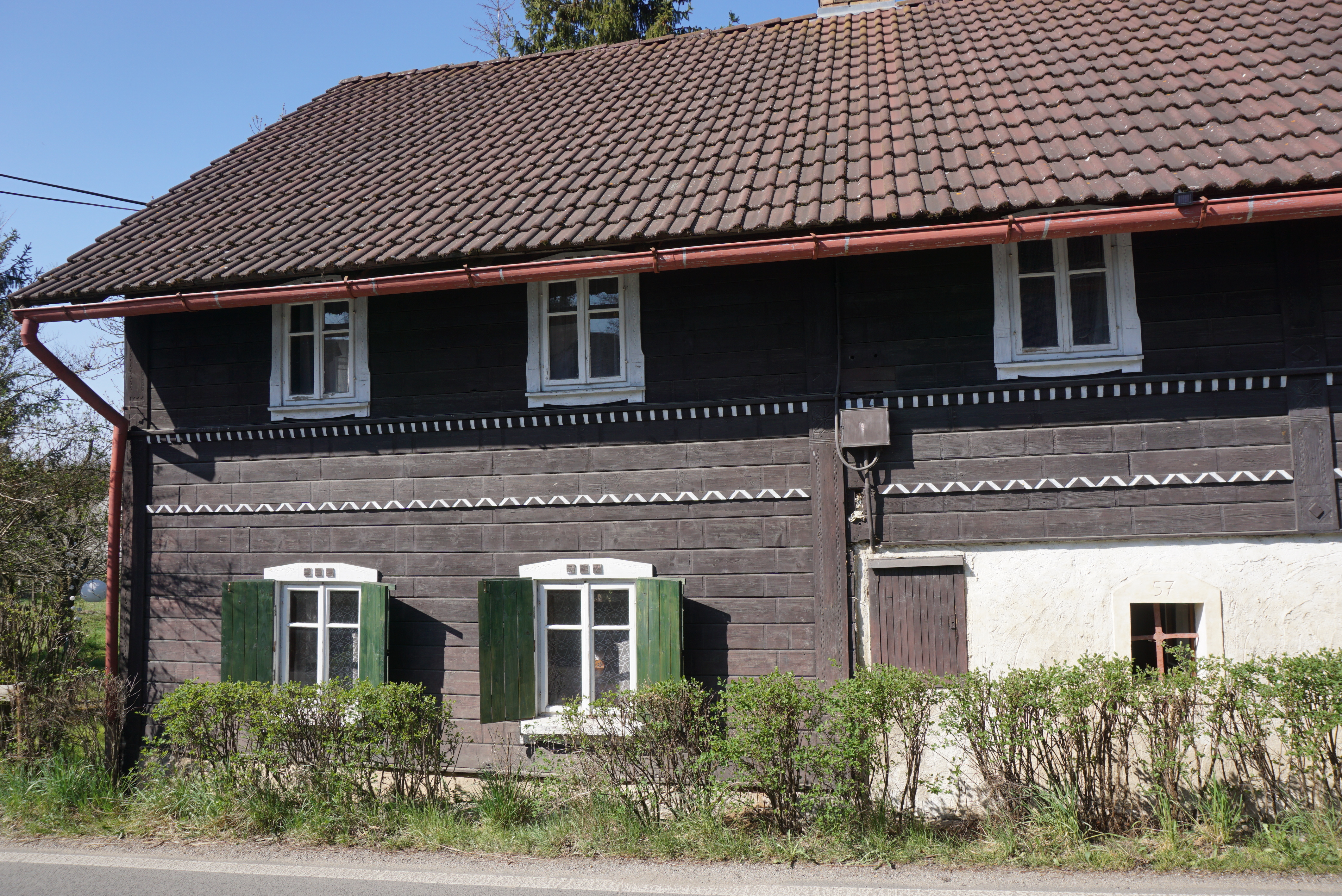
dům čp. 57